# Katastralgemeinde Althofen
Die Katastralgemeinde Althofen ist eine der drei Katastralgemeinden der Stadtgemeinde Althofen im Bezirk Sankt Veit an der Glan in Kärnten
und gehört zum Sprengel des Vermessungsamtes Klagenfurt.

## Lage
Die Katastralgemeinde liegt mitten im Bezirk Sankt Veit an der Glan, im Nordosten der Gemeinde Althofen und grenzt an die Katastralgemeinden
Töscheldorf,
Treibach,
Rabing,
Krasta,
Silberegg,
Hollersberg,
und Guttaringberg.

## Ortschaften
Auf dem Gebiet der Katastralgemeinde Althofen liegen die Ortschaften
Aich,
Althofen,
Epritz
und Rain.

## Geschichte
Infolge des Grundsteuerpatents von 1817 zur „Einführung eines neuen Grundsteuersystems“
wurden in Kärnten bis 1829 alle Grundstücke vermessen, geschätzt und in Katastralgemeinden gegliedert.
Die Katastralgemeinden wurden ihrerseits in sogenannte Steuerbezirke zusammengefasst.
Als auf Basis des provisorischen Gemeindegesetzes von 1849 die heutigen Gemeinden geschaffen wurden,
wurden diese auf dem Gebiet einer oder mehrerer Katastralgemeinden errichtet.
Die Katastralgemeinde Althofen entspricht dem Gebiet des mittelalterlichen Burgfrieds von Althofen.
Auf dem Gebiet der Katastralgemeinde Althofen wurde 1850 die Gemeinde Althofen errichtet.